# 101432 Adamwest
101432 Adamwest este o planetă minoră (asteroid), cu un diametru de 2,46 km, din centura de asteroizi. A fost descoperită pe 14 noiembrie 1998 la Goodricke-Pigott Observatory⁠(d) de Roy A. Tucker⁠(d). 
Obiectul prezintă o orbită caracterizată de o semiaxă mare de 2,5421575812857 UAi, o excentricitate de 0,28, o înclinație de 16,5 ° în raport cu ecliptica.